# Luftlandegeschwader
Luftlandegeschwader foi a denominação de duas asas de transporte aéreo: a Luftlandegeschwader 1 e a Luftlandegeschwader 2. Ambas faziam uso de planadores para a realização das suas missões, contudo também podiam usar outros tipos de aeródinos motorizados.